# Moth (Uttar Pradesh)
Moth es una pueblo y nagar Panchayat situado en el distrito de Jhansi en el estado de Uttar Pradesh (India). Su población es de 12947 habitantes (2011). 

## Demografía
Según el censo de 2011 la población de Moth era de 12947 habitantes, de los cuales 6827 eran hombres y 6120 eran mujeres. Moth tiene una tasa media de alfabetización del 83,48%, superior a la media estatal del 67,68%: la alfabetización masculina es del 90,39%, y la alfabetización femenina del 75,85%.